# Мюльбак-сюр-Мюнстер
Мюльбак-сюр-Мюнстер (фр. Muhlbach-sur-Munster) — коммуна на северо-востоке Франции в регионе Гранд-Эст (бывший Эльзас — Шампань — Арденны — Лотарингия), департамент Верхний Рейн, округ Кольмар — Рибовилле, кантон Вендзенем. До марта 2015 года коммуна административно входила в состав упразднённого кантона Мюнстер (округ Кольмар).
Площадь коммуны — 7,88 км², население — 760 человек (2006) с тенденцией к стабилизации: 739 человек (2012), плотность населения — 93,8 чел/км².

## Население
Численность населения коммуны в 2011 году составляла 748 человек, а в 2012 году — 739 человек.
| 1962 | 1968 | 1975 | 1982 | 1990 | 1999 | 2006 | 2008 | 2011 | 2012 |
| ---- | ---- | ---- | ---- | ---- | ---- | ---- | ---- | ---- | ---- |
| 794  | 770  | 728  | 668  | 631  | 725  | 760  | 770  | 748  | 739  |

Динамика населения:

## Экономика
В 2010 году из 486 человек трудоспособного возраста (от 15 до 64 лет) 365 были экономически активными, 121 — неактивными (показатель активности 75,1 %, в 1999 году — 72,7 %). Из 365 активных трудоспособных жителей работали 329 человек (173 мужчины и 156 женщин), 36 числились безработными (21 мужчина и 15 женщин). Среди 121 трудоспособных неактивных граждан 36 были учениками либо студентами, 67 — пенсионерами, а ещё 18 — были неактивны в силу других причин.
На протяжении 2011 года в коммуне числилось 335 облагаемых налогом домохозяйств, в которых проживало 743,5 человек. При этом медиана доходов составила 20899 евро на одного налогоплательщика.

## Достопримечательности (фотогалерея)

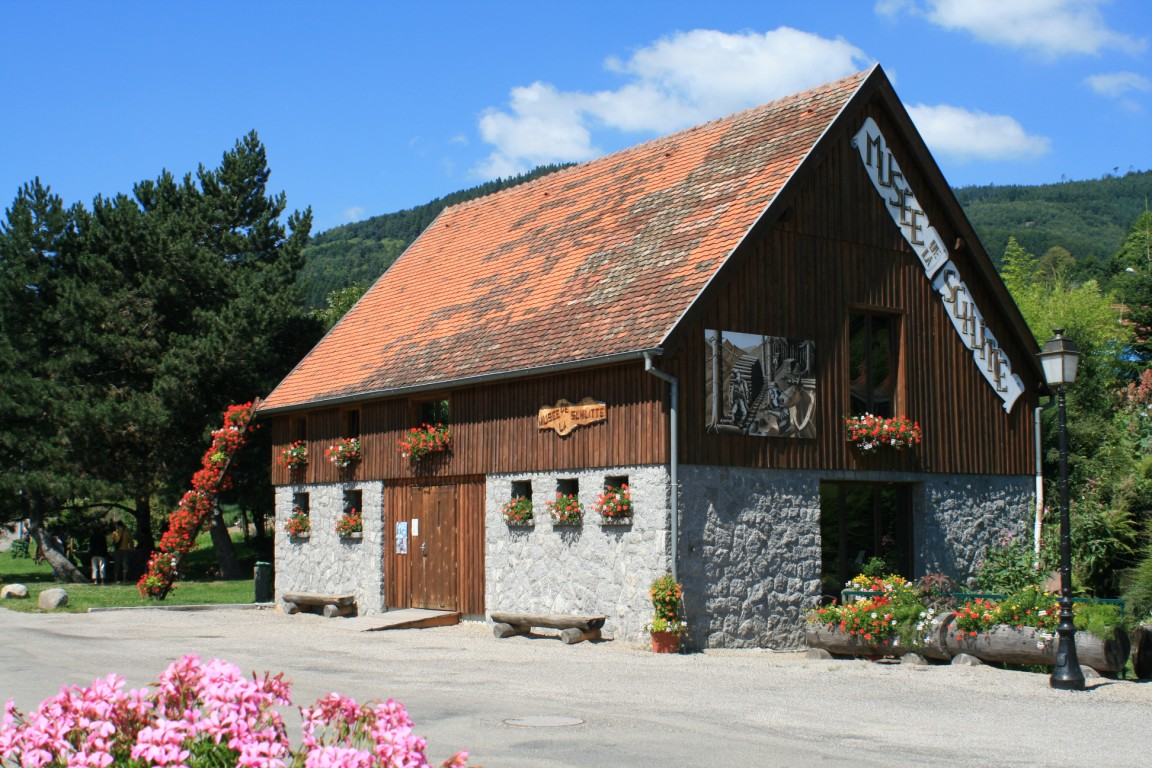
Музей